# Pierre Fortez
Pierre Fortez (Frameries, 15 januari 1942) is een voormalig Belgisch politicus die in het Waals Parlement zetelde.

## Levensloop
Als stylist en kledingadviseur werd Pierre Fortez de baas van een belangrijke kledinghandel, gespecialiseerd in grote merken en huwelijkskleding. In 1995 was hij een van de oprichters van het succesvolle jazzfestival Frameries Jazz Festival.
Hij ging zich politiek engageren voor de liberale PRL, de voorloper van de MR, en voerde bij de gemeenteraadsverkiezingen van oktober 1994 de PRL-lijst aan in Frameries. Hij werd als enige gemeenteraadslid voor zijn partij verkozen en vormde een bestuursmeerderheid met de PS van burgemeester Didier Donfut. Van 1995 tot 2000 was hij eerste schepen. Na de gemeenteraadsverkiezingen van 2000 bleef hij nog tot in 2003 eerste schepen van Frameries, bevoegd voor Stedenbouw, Ruimtelijke Ordening, Patrimonium en Handel. Fortez bleef vervolgens gemeenteraadslid en was van 2004 tot 2006 fractievoorzitter voor zijn partij in de gemeenteraad. Na de gemeenteraadsverkiezingen van 2006 belandde Fortez als gemeenteraadslid in de oppositie. In datzelfde jaar werd hij verkozen tot provincieraadslid van Henegouwen. Hij bekleedde beide functies tot aan de verkiezingen van oktober 2012 en verliet toen de actieve politiek.
In oktober 2000 volgde hij minister in de Franse Gemeenschapsregering Richard Miller op als lid van het Parlement van de Franse Gemeenschap voor het arrondissement Bergen en in januari 2001 legde hij tevens de eed af in het Waals Parlement. Hij had bij de Waalse verkiezingen van 1999 als tweede opvolger op de lijst gestaan, maar eerste opvolger Alain Audin was in oktober 2000 plotseling overleden. Hij bleef lid van beide parlementen tot en met 6 juni 2003, de dag waarop Richard Miller na het einde van zijn ministerschap zijn parlementaire mandaten opnieuw opnam.